# Pavlos Rodokanakis
Pavlos Rodokanakis (griechisch Παύλος Ροδοκανάκης, italienisch Paolo Rodocanachi; * 29. Mai 1891 in Genua; † 16. Mai 1958 ebenda) war ein in Italien geborener und dort auch weitestgehend tätiger griechischer Maler.

## Leben
Rodokanakis kam 1891 in Genua auf die Welt und entstammte einer weitläufigen wohlhabenden Familie.
Seine künstlerische Ausbildung begann er als Schüler von Giuseppe Pennasilico (1861–1940) in seiner Geburtsstadt. Später studierte er Malerei bei Giulio Bargellini (1875–1936) und Grafik bei Vittorio Grassi (1878–1958) an der Accademia di Belle Arti di Roma (Akademie der schönen Künste Rom).
1911 debütierte Rodokanakis bei einer Ausstellung der Società Promotrice di Belle Arti (Gesellschaft zur Beförderung der schönen Künste) in Genua. Später siedelte er nach Griechenland über, dem Land seiner Eltern. Aufgrund dortiger kriegerischer Auseinandersetzungen im Zuge des Ersten Weltkrieges verschlug es ihn als Soldat und als Teil eines nach Deutschland verlegten Armeekorps 1916 nach Görlitz. Wenngleich er dort für etwa zwei Jahre lediglich in einem Barackenlager lebte, gelang es ihm, künstlerisch produktiv zu sein. Seine Bemühungen, sich als Maler zu profilieren, mündeten im Sommer 1918 in einer Einladung nach München. Im dortigen Glaspalast konnte er an der jährlichen Kunstausstellung teilnehmen. Dieser Erfolg führte dazu, dass man im November desselben Jahres auch in der Stadthalle Görlitz eine Ausstellung von mehr als 50 seiner Werke veranstaltete, die eine ausgesprochen gute Resonanz erfuhr.
Nach seiner Rückkehr nach Griechenland schloss sich Rodokanakis der 1917 gegründeten Künstlergruppe Omada Tehni an. Dies ermöglichte ihm die Beteiligung an einer Kunstausstellung in Paris 1919, die zeitgenössische griechische Kunst präsentierte. Diese bedeutende Schau wurde vom damaligen griechischen Premierminister Eleftherios Venizelos persönlich eröffnet, der sich zu Friedensverhandlungen in der französischen Hauptstadt aufhielt. Im selben Jahr fand eine Einzelausstellung einiger Werke des Malers in den Räumen der Athener Tageszeitung Eleftheros Typos statt.
Im Zuge des Griechisch-Türkischen Krieges nahm Rodokanakis zwischen 1921 und 1922 gemeinsam mit den Künstlern Spyros Papaloukas (1892–1957) und Periklis Vyzantios (1893–1972) als offizieller Kriegsmaler an einem antitürkischen Feldzug teil. Das in dieser Zeit entstandene und kurzzeitig ausgestellte Werk der drei wurde aufgrund der Kriegshandlungen in Smyrna und dem dortigen Großbrand 1922 allerdings vollständig vernichtet.
1923 verließ Rodokanakis Griechenland endgültig und siedelte in seine Geburtsstadt Genua über. In Italien gelang es ihm, sich als bedeutender Maler zu etablieren. In den Folgejahren fanden dort einige Ausstellungen statt, bei denen entweder ausschließlich sein Werk präsentiert wurde oder man seine Arbeiten gemeinsam mit denen anderer Künstler zeigte. So war er 1935, 1939, 1948 und 1952 etwa bei den viel beachteten nationalen Ausstellungen der Quadriennale in Rom vertreten. Besondere Aufmerksamkeit fand seine Teilnahme bei der Biennale in Venedig in den Jahren 1934, 1940 und 1948, bei denen er entweder Griechenland oder seine Wahlheimat Italien repräsentierte.
Rodokanakis war mit der Übersetzerin und Schriftstellerin Lucia Rodocanachi (1901–1978), geborene Morpurgo, verheiratet.
1958 verstarb der Maler in Genua.

## Werk
Das Œuvre von Rodokanakis ist vor allem von Landschaftsdarstellungen aber auch Figurenbildern geprägt. Unübersehbar sind Anlehnungen an den Symbolismus und den Art nouveau, vor allem bei seinem Frühwerk. Viele Arbeiten haben eine impressionistische Note.
Typisch für seinen Malstil ist eine stimmungsvolle, bisweilen wenig deckende und mit leichtem Pinselstrich aufgetragene Farbgestaltung.
Arbeiten von ihm werden unter anderem in der Nationalgalerie in Athen, im Museum der Stadt Athen, in der A. G. Leventis Galerie in Nicosia und in der Galleria Nazionale d’Arte Moderna in Rom aufbewahrt.

## Ehrungen
In Arenzano, eine Stadt bei Genua, trägt ein Platz den Namen des Künstlers.